# Амадо (Аризона)
Амадо (енгл. Amado) насељено је место без административног статуса у америчкој савезној држави Аризона.

## Демографија
По попису из 2010. године број становника је 295, што је 20 (7,3%) становника више него 2000. године.
| Група             | 2000.       | 2010.       |
| Белци             | 149 (54,2%) | 144 (48,8%) |
| Афроамериканци    | 1 (0,4%)    | 2 (0,7%)    |
| Азијати           | 2 (0,7%)    | 2 (0,7%)    |
| Хиспаноамериканци | 119 (43,3%) | 143 (48,5%) |
| Укупно            | 275         | 295         |